# Nyctemera clathrata
Nyctemera clathrata är en fjärilsart som beskrevs av Kirby 1892. Nyctemera clathrata ingår i släktet Nyctemera och familjen björnspinnare. Inga underarter finns listade i Catalogue of Life.